# Mathieu Turgeon
Pour les articles homonymes, voir Turgeon.
Mathieu Turgeon (né le 2 août 1979 à Pointe-Claire, Canada) est un gymnaste trampoliniste canadien. Il était le mari de la gymnaste Karen Cockburn.

## Palmarès et classements

### Jeux olympiques
- Sydney 2000
  -  Médaille de bronze en trampoline.

- Athènes 2004
  - 11e en trampoline.